# Zamach na Johna F. Kennedy’ego
Zamach na Johna F. Kennedy’ego – zamach dokonany 22 listopada 1963 w centrum Dallas na Elm Street, w wyniku którego został zamordowany 35. prezydent Stanów Zjednoczonych John F. Kennedy oraz ranny gubernator Teksasu John Connally.
Trwające dziesięć miesięcy dochodzenie komisji Warrena w tej sprawie (1963–1964) stwierdziło, że prezydent został zamordowany jedynie przez Lee Harveya Oswalda i że Jack Ruby również działał sam, gdy zastrzelił Oswalda, zanim ten mógł stanąć przed sądem. Stwierdzenie to było początkowo wspierane przez amerykańskie media, jednak badania prowadzone od 1966 do 2004 wykazały, że aż 80% Amerykanów podejrzewa, że doszło do zorganizowanego zamachu i zatuszowania dowodów.

## Przebieg zamachu
W 1963 Kennedy przygotowywał się do mających się odbyć w następnym roku wyborów prezydenckich. Spodziewając się, że Partia Republikańska wystawi kandydaturę Barry’ego Goldwatera, urzędujący prezydent mógł zachować elektorat centrum. We wrześniu i październiku odwiedził 11 wschodnich stanów i miast, umacniając pozycję w rodzimej Partii Demokratycznej. Następnie pod koniec listopada Kennedy, wraz z wiceprezydentem Johnsonem, udał się do Dallas. Wizyta ta była zaplanowana przez Johnsona pięć miesięcy wcześniej i obejmowała także objazd kilku większych miast, jak Houston czy Austin.

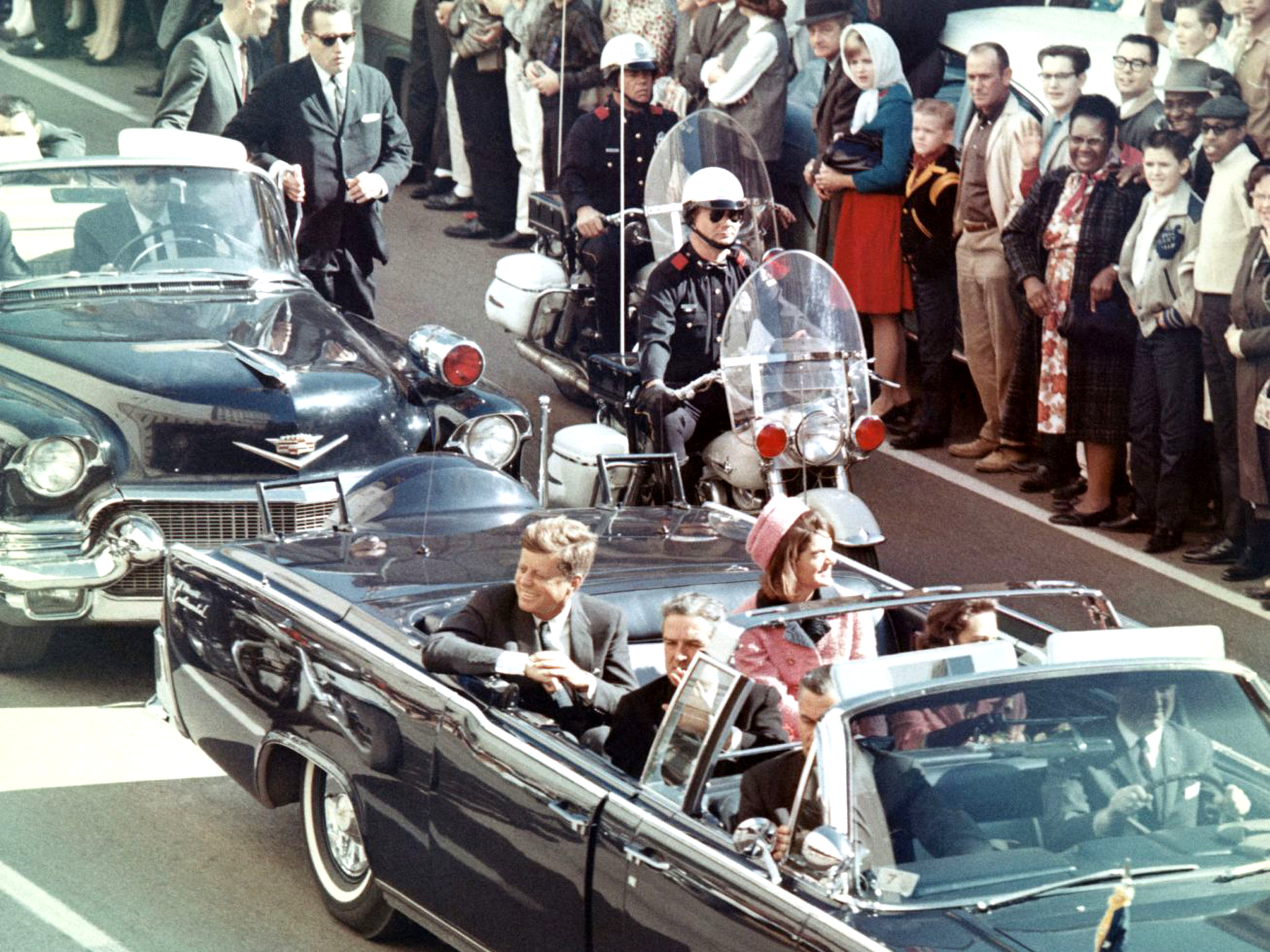
Prezydencka limuzyna na Main Street

21 listopada prezydent z wiceprezydentem udali się do San Antonio, a następnie do Houston. Po obiedzie wydanym na cześć Alberta Thomasa panowie udali się do Fort Worth, gdzie przenocowali. Rano pierwsza para zjadła śniadanie, a następnie, zgodnie z programem dnia, mieli oni polecieć do Dallas i przejechać kawalkadą samochodów przez miasto. Dallas było miastem konserwatywnym, a więc nieprzychylnym prezydentowi i Demokratom. Kennedy został jednak dość ciepło przyjęty, pomimo tego że przedsiębiorca drukarski Robert Surrey rozpowszechniał wówczas ulotkę krytykującą prezydenta i jego gabinet.
W piątek 22 listopada około godziny 11.50 samochody z prezydentem Kennedym, jego żoną Jacqueline, a także gubernatorem Teksasu Johnem Connallym i jego małżonką Nellie Brill, ruszyły z lotniska Love Field. Limuzynę marki Lincoln prowadził agent Secret Service William R. Greer, a obok niego siedział jego kolega po fachu Roy H. Kellerman. Tuż za limuzyną prezydenta jechał tzw. „samochód tropiący”, w którym znajdowało się ośmiu agentów Secret Service. Za agentami ochrony jechał samochód z drugą parą i gubernatorem Ralphem Yarborough i kolejny samochód z ochroną wiceprezydenta. Około godziny 12.30 limuzyny przejeżdżały przez Elm Street, mijając magazyn książek. W tym momencie do prezydenta oddano kilka strzałów, a on sam złapał się za szyję i krzyknął „Boże, zostałem trafiony”.

## Śmierć prezydenta
Pierwsza z kul trafiła Kennedy’ego w szyję i poważnie raniła gubernatora Connally’ego w klatkę piersiową. Druga kula trafiła w głowę prezydenta, rozrywając jego czaszkę. Widząc zaistniałą sytuację, pierwsza dama krzyknęła: „Boże, zabili mego męża... Jack! Jack!”, natomiast Connally krzyczał: „Zabiją nas!”. Kierowca limuzyny początkowo zwolnił, natomiast ochroniarz Clinton J. Hill osłonił swoim ciałem prezydenta. Zaraz potem samochód przyspieszył i pojechał do szpitala Parkland Hospital. Gdy lekarze zobaczyli rannego, wyczuli nieregularny oddech i brak pulsu. By ułatwić oddychanie, wykonali tracheotomię. Przez niespełna pół godziny próbowano jeszcze ratować życie Kennedy’ego, lecz bezskutecznie. Wkrótce potem, po godzinie 13.00, dr Kemp Clark, wyszedłszy z sali operacyjnej, oświadczył, że prezydent nie żyje. Niebawem posłano też po księdza Oscara Huberta z parafii Trójcy Świętej, by udzielił ostatniego namaszczenia.
Po śmierci Kennedy’ego pracownicy Białego Domu i członkowie najbliższej rodziny chcieli przewieźć trumnę do Waszyngtonu. Nieoczekiwanie pojawiły się trudności, bowiem koroner dr Earl Rose stwierdził, że zgodę na transport wyda dopiero po przeprowadzeniu autopsji. Policja i szeryf potwierdzili, że takie jest prawo stanowe. Jednak urzędnicy z Białego Domu siłą wyprowadzili trumnę i udali się na lotnisko, po czym niezwłocznie odlecieli do Waszyngtonu. Około 18.00 samolot wylądował w Andrews Air Force Base, a Jacqueline Kennedy, wraz ze swoim szwagrem, prokuratorem generalnym Robertem Kennedym, udała się do Bethesda, gdzie przeprowadzono sekcję zwłok. Wykazała ona duże rany głowy i szyi, opisane jako wylotowe. Ponadto wykazała dwie mniejsze rany wlotowe w tyle czaszki i u podstawy karku. Raport z autopsji stwierdzał, że kule zostały wystrzelone „z punktu znajdującego się z tyłu zabitego i nieco powyżej jego poziomu”. Pogrzeb Johna F. Kennedy’ego odbył się 25 listopada na Narodowym Cmentarzu w Arlington i został ogłoszony dniem żałoby narodowej, a także zamknięto szkoły, urzędy, firmy i odwołano wiele wydarzeń publicznych. Wiele państw na świecie ogłosiło żałobę narodową m.in.: Irlandia, Holandia, Izrael, Meksyk, Brazylia, Maroko czy Filipiny.

## Schwytanie zamachowca

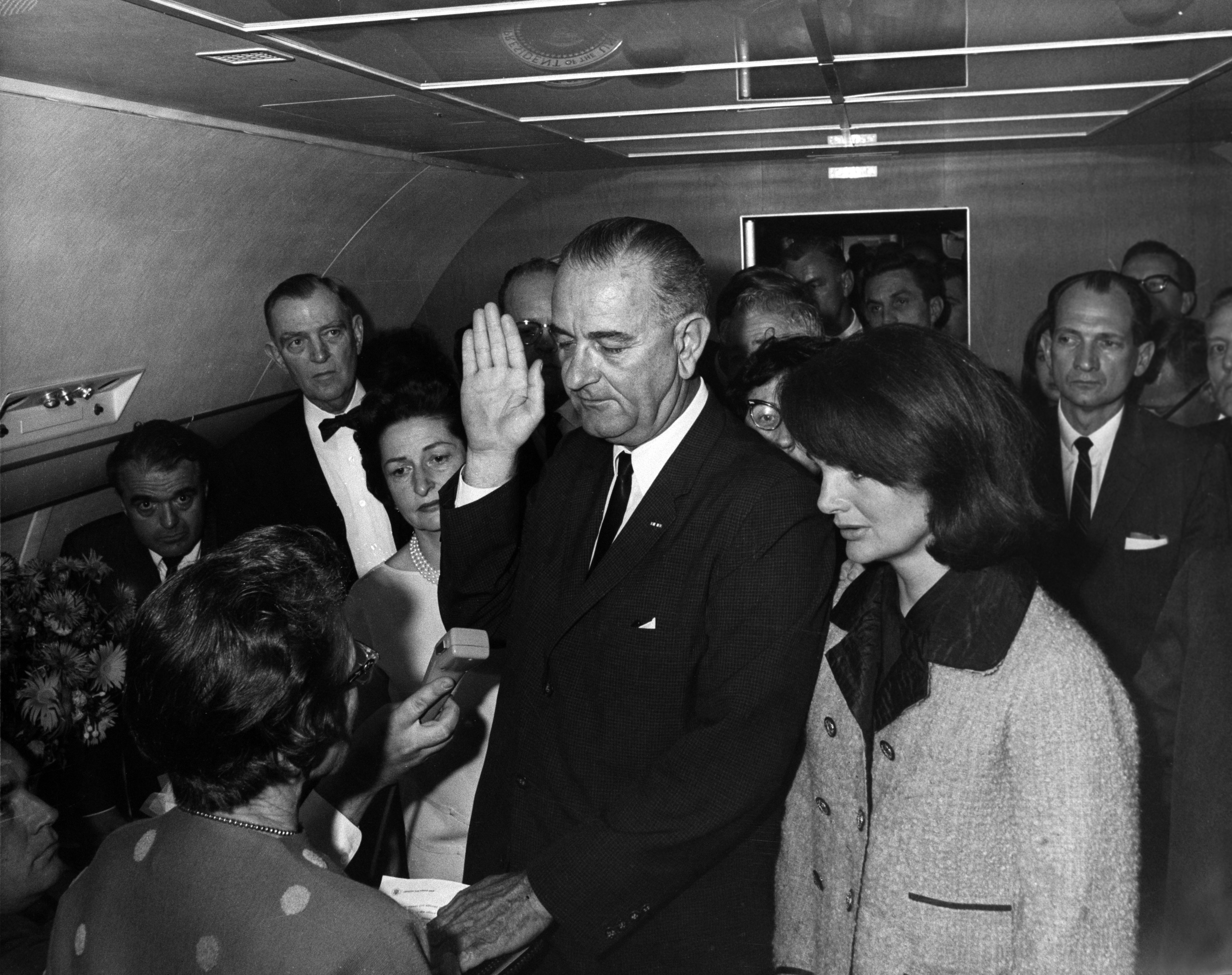
Lyndon B. Johnson składa prezydencką przysięgę na pokładzie Air Force One w Dallas

Według wniosków komisji Warrena zabójcą prezydenta był marksista, były żołnierz US Marines Lee Harvey Oswald. Oswald przez kilka lat przebywał w ZSRR, skąd jednak wrócił do USA. Pracował w budynku składnicy podręczników w Dallas, z którego miały paść śmiertelne strzały.
Zaraz po ostrzelaniu prezydenckiej limuzyny ok. 12.33 Oswald opuścił składnicę książek i udał się do domu. Wziąwszy stamtąd rewolwer, ok. 13.16 zastrzelił usiłującego go zatrzymać policjanta J.D. Tippita. Niedługo po zabójstwie, Oswalda zauważył sklepikarz Calvin Brewer, który zwrócił uwagę na jego podejrzane zachowanie. Poszedł za Oswaldem do kina Texas Theater i nakazał kasjerce zawiadomić policję. O 13.46 piętnastu policjantów otoczyło kino i aresztowało Oswalda, który stawiał zaciekły opór. Tego samego dnia rozpoczęło się niemal 12-godzinne przesłuchanie podejrzanego, przeprowadzone w obecności agentów FBI. Oswald stanowczo zaprzeczył, jakoby miał związek z zabójstwami – zeznał, że jadł obiad na parterze magazynu, rozmawiał ze swoim szefem, a następnie pojechał autobusem i taksówką do domu. Na pytanie o posiadanie broni odparł: „Pan wie, co robią chłopcy, kiedy mają broń, po prostu noszą ją”. Zaprzeczył, by posiadał karabin Carcano, z którego strzelano i nie udzielił odpowiedzi, na pytanie: „dlaczego posługuje się fałszywym nazwiskiem Alek J. Hidell?”. Ponadto Oswald stwierdził, że lubi rodzinę prezydenta Kennedy’ego, a Johnson będzie kontynuatorem dotychczasowej polityki. Zażądał także sprowadzenia adwokata Johna Abta i odmówił poddania się badaniu wariografem. Przyznał także, że jest marksistą, „lecz nie leninowskim marksistą”. Z przesłuchania nie sporządzono stenogramu, a jedynie odręczne notatki funkcjonariuszy. O godzinie 19.10 został oficjalnie oskarżony o zabójstwo Tippita. Następnego dnia o 13.30 wniesiono oskarżenie o zabójstwo Kennedy’ego. Tego samego dnia po północy zamachowcowi umożliwiono udział w konferencji prasowej, na której pojawił się m.in. Jack Ruby. Poinformowano tam prasę, że Oswald zostanie w niedzielę 24 listopada przewieziony do aresztu powiatowego.
O godzinie 11.20 wyprowadzono skutego zabójcę prezydenta, otoczonego przez trzech funkcjonariuszy. Niespodziewanie z tłumu dziennikarzy wyskoczył, powiązany z mafią, Jack Ruby i oddał strzał z rewolweru Colt 38. Kula trafiła w brzuch Oswalda, który stracił przytomność. Niezwłocznie został przewieziony do szpitala Parkland, lecz lekarzom nie udało się uratować jego życia. Podobnie jak Kennedy, Oswald zmarł w tym samym szpitalu, 24 listopada o 13.07, 48 godzin po zabójstwie prezydenta. Argumentując swoje postępowanie, Ruby zeznał, że chciał się zemścić za śmierć Kennedy’ego i oszczędzić bólu Jacqueline. 14 marca 1964 roku teksański sąd skazał Ruby’ego na karę śmierci, lecz nie zdołano jej wykonać, bowiem Ruby zmarł w 1967 w więzieniu na raka.

## Dochodzenia
Kiedy rozeszła się wieść o zabójstwie Kennedy’ego, część polityków wpadła w panikę, obawiając się nuklearnego ataku na Stany Zjednoczone. Zamach był przedmiotem wielu dochodzeń i analiz:

### Komisja Warrena

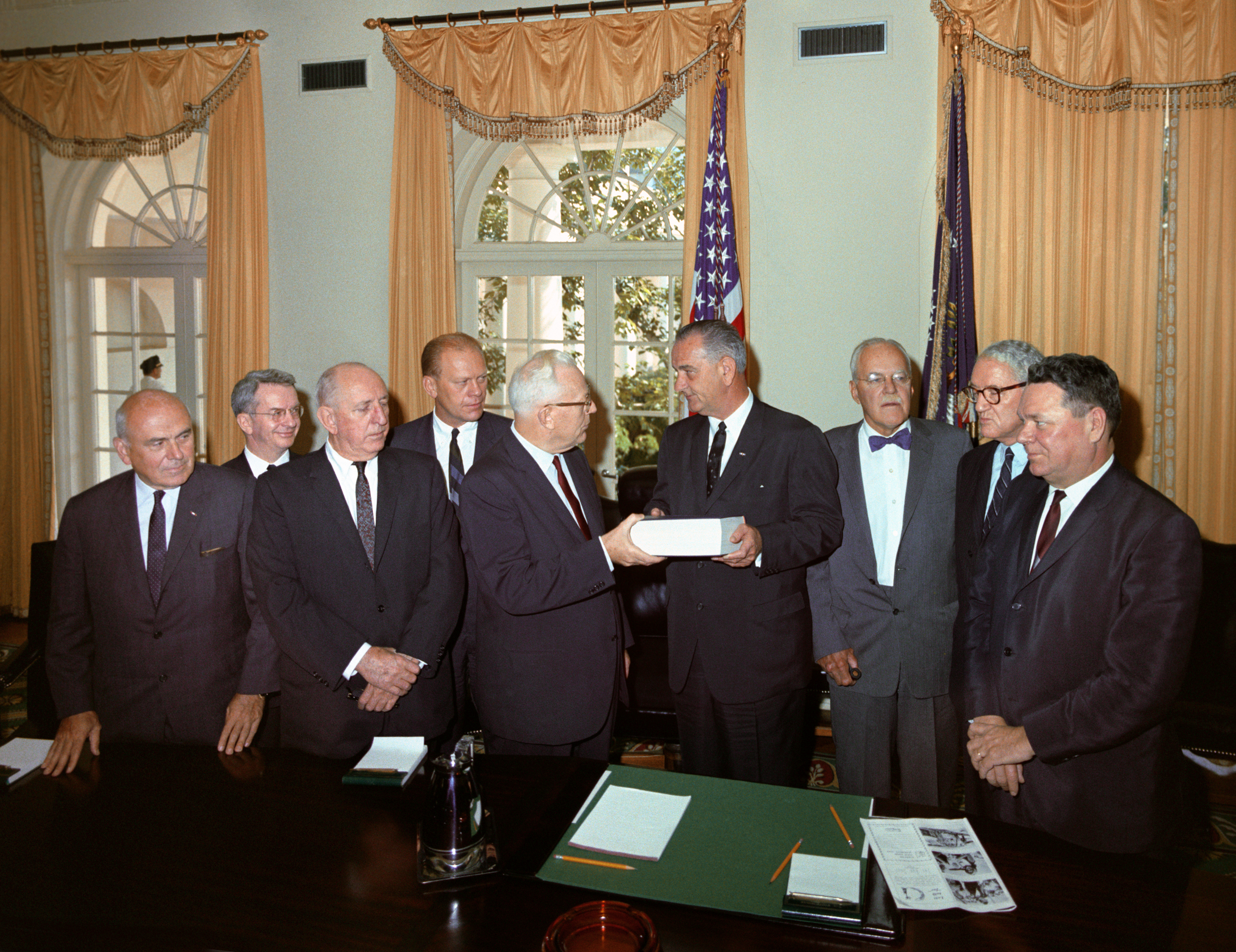
Komisja Warrena, składająca raport na ręce prezydenta Johnsona

Pierwsza komisja, która miała się zająć zbadaniem zabójstwa, to komisja Warrena, powołana przez świeżo zaprzysiężonego prezydenta Lyndona Johnsona 29 listopada 1963. Liczyła ona siedem osób, a na jej czele stanął prezes Sądu Najwyższego Earl Warren. W skład komisji wchodzili: były szef CIA Allen Dulles, przyszły prezydent Gerald Ford, były szef Banku Światowego John McCloy, senatorowie: Richard Russell i John Sherman Cooper oraz kongresmen Hale Boggs. Komisja przeanalizowała dziesiątki tysięcy dokumentów i przesłuchała ponad 550 świadków. Po dziesięciu miesiącach pracy 24 września 1964 komisja opublikowała ponad 900-stronicowy raport, w którym stwierdza, że to Lee Harvey Oswald zabił prezydenta z karabinu Mannlicher-Carcano (kaliber 6,5 mm) i działał sam. Amatorski film nakręcony przypadkiem podczas zamachu przez Abrahama Zaprudera oraz ekspertyzy balistyczne według niektórych wskazują, że Kennedy’ego trafiła kula wystrzelona z przodu (komisja Warrena stwierdziła, iż wszystkie strzały padły z tyłu i z góry, z piątego piętra składnicy książek, w której pracował Oswald). Dowodem na strzał z przodu miałby być ruch głowy Kennedy’ego, która się cofnęła. Specjaliści dyskredytują ten argument tym, że wystrzelony pocisk przekazał stosunkowo mało energii kinetycznej czaszce, a więcej miękkiej tkance, która wypryskując z rany wylotowej nadała głowie znaczny odrzut do tyłu (wyjaśnienie to ignoruje zasadę akcji i reakcji). Jeżeli prezydent rzeczywiście zostałby trafiony pociskiem wystrzelonym z przodu, podważałoby to wnioski komisji Warrena. Komisja stwierdziła także, że prezydenta ugodziły dwie kule: w kark i w głowę – ostatnia z tych ran okazała się śmiertelna. Ze względu na różnice w zeznaniach świadków nie określiła dokładnie, ile padło strzałów. Jej zdaniem sprawcą zamachu był wyłącznie Oswald, który tuż po zamachu był widziany w magazynie książek przez Howarda Brennana. Motywy, jakimi kierował się zamachowiec, zdaniem komisji mogły obejmować: nienawiść do wszelkiej władzy, oddanie dla ideałów komunizmu i marksizmu czy dążenie do zapisania się w annałach historii. Do raportu komisji dołączono kilkanaście załączników. W załączniku nr XII pt. Spekulacje i pogłoski komisja ustosunkowała się do plotek i teorii spiskowych powstałych po publikacji raportu. Pełna dokumentacja z prac komisji Warrena została złożona do Archiwum Narodowego w Waszyngtonie i utajniona do 2029 i 2039 roku. Całość dokumentacji w sprawie zabójstwa przechowywanej w Archiwum Narodowym odtajniono partiami w latach 2017–2025.

### Śledztwo Garrisona
W 1967 śledztwo w sprawie zamachu rozpoczął Jim Garrison, prokurator okręgowy Nowego Orleanu. W czasie dochodzenia był ośmieszany w mediach i miał przeciw sobie struktury służb specjalnych. Głównym celem dochodzenia Garrisona był wydział operacyjny CIA, charakteryzujący się silną propagandą antykomunistyczną. Według konkluzji prokuratora komisja Warrena przedstawiła nieprawdziwe wnioski, a Kennedy został zamordowany w wyniku spisku politycznego. Garrison uznał, że Oswald był kozłem ofiarnym.

### Komisja Izby Reprezentantów

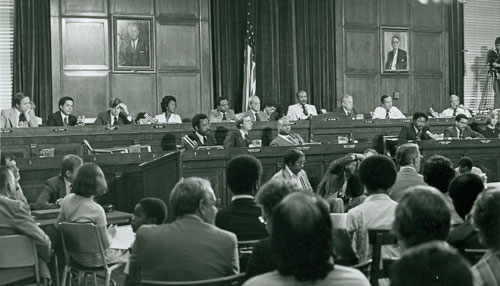
Komisja ds. Zabójstw powołana przez Izbę Reprezentantów

Wnioski płynące z raportu komisji Warrena amerykańska opinia publiczna przyjęła z dużym sceptycyzmem. Na fali rosnącego niezadowolenia Amerykanów, a także kolejnych morderstw na Robercie Kennedym i Martinie Lutherze Kingu Izba Reprezentantów powołała w 1976 drugą Komisję. Po dwóch i pół roku prac 17 lipca 1979 United States House Select Committee on Assassinations opublikowała swój raport. Uznała ona, iż prezydenta zabił Oswald, jednak najprawdopodobniej zamachowców było dwóch (drugi snajper miał zdaniem Komisji strzelać z trawiastego pagórka i chybić). Stwierdziła ponadto, że padły cztery strzały, lecz nie udało się zidentyfikować drugiego strzelca. Komisja orzekła także, że istniał spisek na życie Kennedy’ego. Wobec zarzutów o udział ZSRR w spisku Komisja zdecydowanie odrzuciła taki wniosek. W 1984 raport Komisji został uzupełniony i opublikowany pt. Spisek w celu zabicia prezydenta. Zawarto tam konkluzję, jakoby w zamachu na życie Kennedy’ego brała udział amerykańska mafia.

### Śledztwa na własną rękę

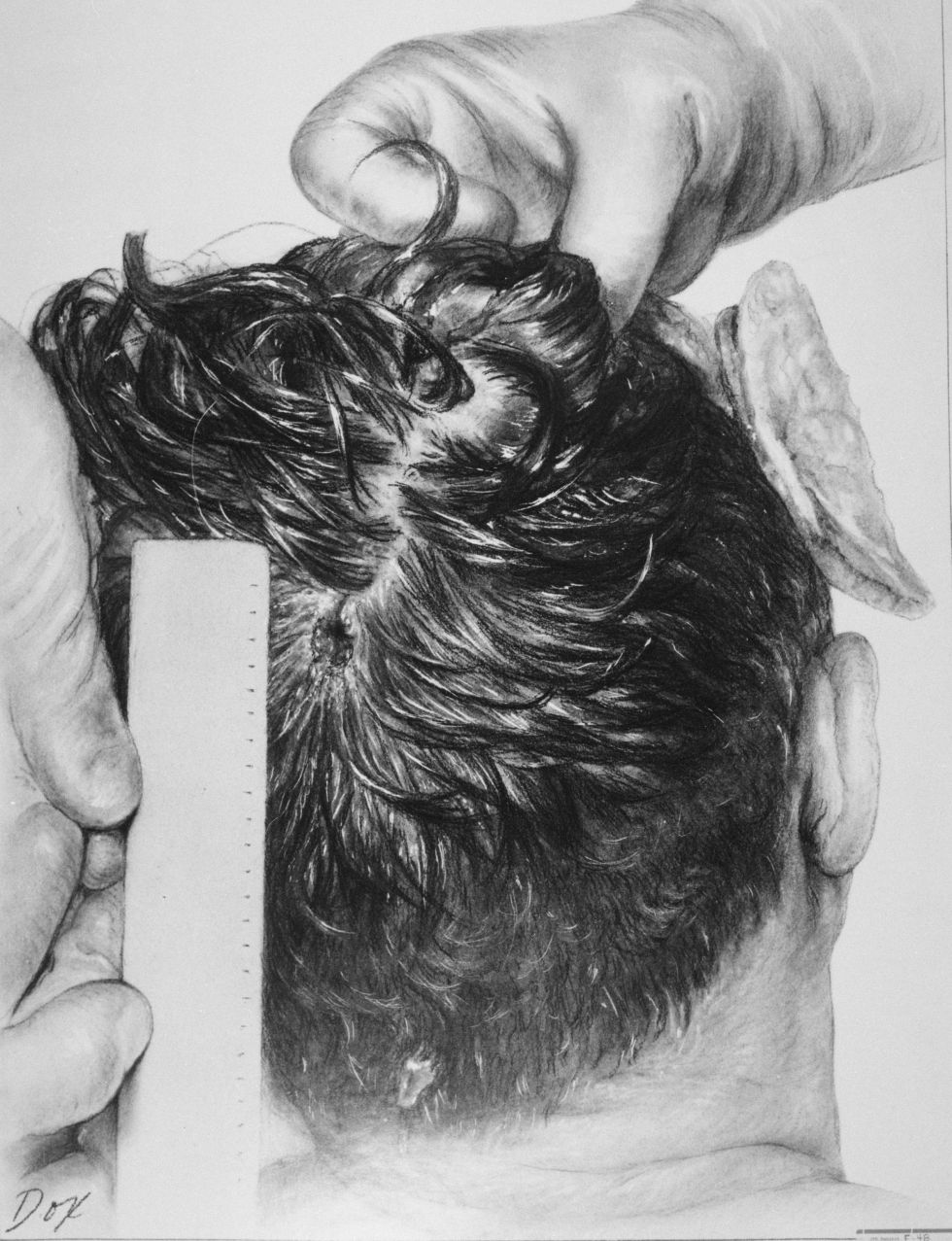
Szkic rany głowy Kennedy'ego na podstawie raportu z sekcji zwłok

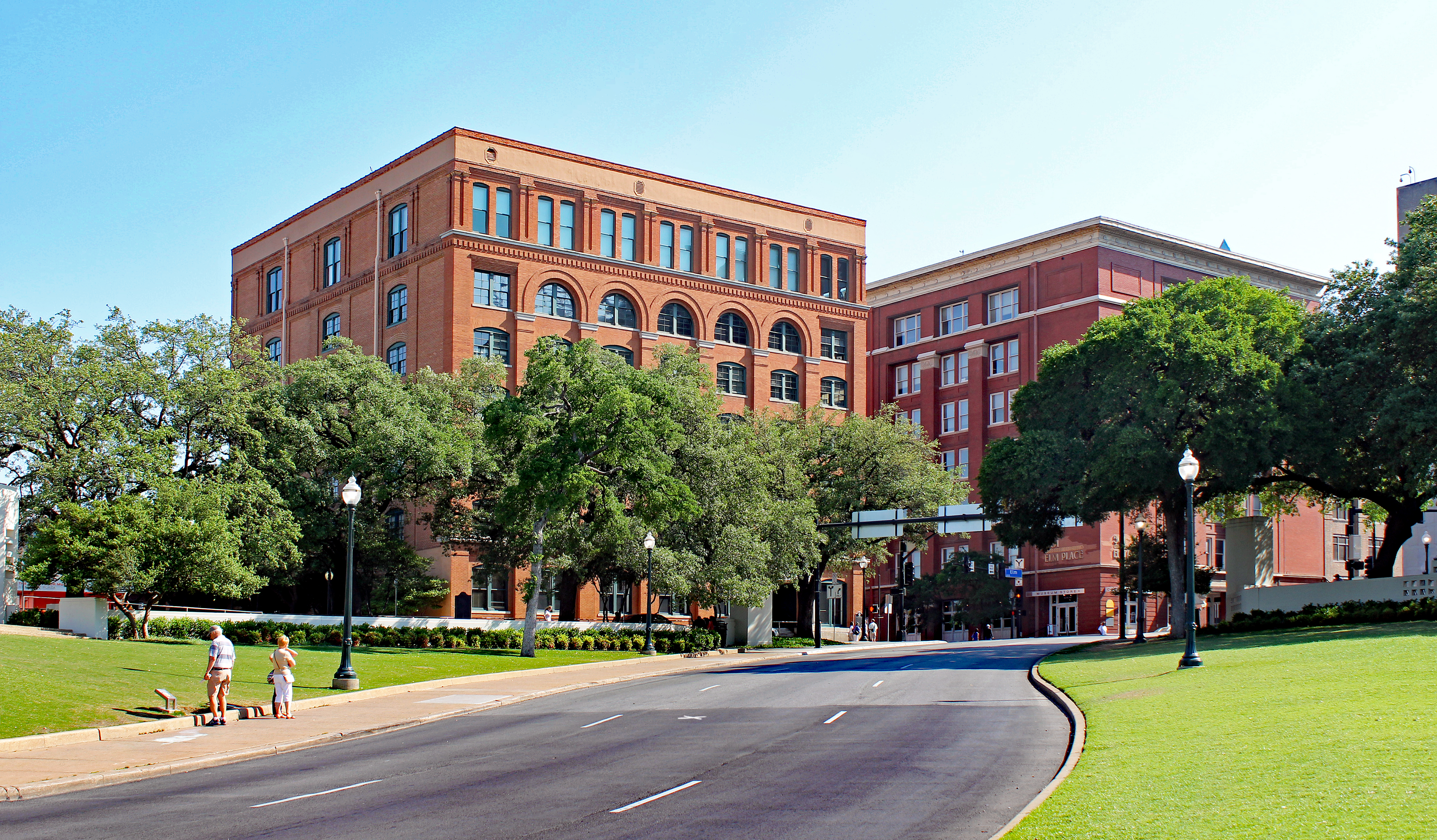
„X” oznacza miejsce, w którym śmiertelna kula trafiła Kennedy'ego na Elm Street, po prawej Dealey Plaza. W tle magazyn książek, z przedostatniego piętra którego (ostatnie okno po prawej) miał strzelać Oswald

Zamach na Kennedy’ego był także często badany przez osoby prywatne lub pisarzy prowadzących własne dochodzenia. Pisarz i pracownik naukowy Carl Oglesby zwrócił uwagę, że nie wyjaśniono kwestii transportu zwłok prezydenta do Waszyngtonu. Aubrey Rike, który owinął prezydenta w prześcieradło, zeznał, że owinął całe ciało, tymczasem Paul O’Connor, który był obecny przy autopsji, stwierdził, że tylko głowa zmarłego była owinięta, a ciało leżało w gumowym opakowaniu zapiętym na zamek błyskawiczny.
W 1965 Joachim Joesten opublikował książkę Oswald: zabójca czy kozioł ofiarny. Zawarł w niej tezę, że Oswald został wrobiony w zamach, w który zamieszani mieli być FBI i policja w Dallas. Inny amerykański pisarz, Thomas Buchanan w książce Kto zabił Kennedy’ego? doszedł do podobnych wniosków z tą różnicą, że uznał Oswalda jako zamieszanego w spisek.
Dr Charles Creenshaw, który uczestniczył w operacji w Parkland Hospital, twierdził, że w głowie prezydenta rana wlotowa znajdowała się z przodu. W napisanej przez siebie książce zatytułowanej Zmowa milczenia z 1993 roku napisał, że Kennedy miał dwie rany z przodu, jedną z prawej strony głowy i jedną z tyłu, co potwierdzałoby teorię o dwóch snajperach. Dwa dni po zabójstwie Kennedy’ego Crenshaw operował rannego Oswalda i w czasie operacji został zawołany do telefonu. Dzwonił wówczas prezydent Johnson, który nakazał lekarzowi złożyć oświadczenie o stanie rannego obecnemu na sali operacyjnej agentowi. Zdaniem Crenshawa w spisek na życie prezydenta mógł być zamieszany Lyndon B. Johnson.
W tym samym roku specjalne śledztwo przeprowadzili także dziennikarze „Newsweeka”, „The Washington Post” i CBS. Po analizie dokumentów w Archiwum Narodowym dziennikarze stwierdzili, że Gabinet Stanów Zjednoczonych nie zbadał dokładnie przebiegu zamachu, lecz nie ma niezbitych dowodów na istnienie szeroko zakrojonego spisku.

## Teorie alternatywne
Na temat śmierci Kennedy’ego powstało wiele teorii, nierzadko o charakterze spiskowym. Ich popularność może wynikać z faktu, iż Amerykanom trudno było uwierzyć, jakoby ich „ukochany prezydent” mógł zginąć z ręki pojedynczego człowieka, który mógłby okazać się potężniejszy niż cały aparat bezpieczeństwa USA. Wielokrotnie wskazywano też na różne uchybienia popełnione podczas śledztwa. Najczęściej przedstawiane są następujące hipotezy:
1. Udział w spisku wiceprezydenta Lyndona Johnsona[22]. Zdaniem niektórych badaczy Johnson jako nowy prezydent okazał się największym beneficjentem zabójstwa Kennedy’ego, a stosunki pomiędzy oboma politykami nie były idealne[44]. Istniało także podejrzenie, że Kennedy nie zaproponuje Johnsonowi wiceprezydentury w 1964[45]. Hipotezę tę przedstawił Barr McClellan w książce Krew, pieniądze i władza w 2003[45]. McClellan uznał, że wiceprezydent spiskował wspólnie z teksańskim prawnikiem Edwardem Clarkiem[45].
2. Udział w spisku centralnych organów ścigania i służb specjalnych (CIA, FBI, Pentagon)[22]. Gabinet Kennedy’ego był krytykowany przez CIA i kontrrewolucjonistów kubańskich za niepowodzenie w Zatoce Świń[46]. Inwazja, przeprowadzona w kwietniu 1961, zakończyła się całkowitym fiaskiem służb amerykańskich, w czasie której prezydent odmówił wsparcia lotniczego[46]. Po całej akcji zdymisjonował dyrektora CIA Allena Dullesa i wicedyrektora Charlesa Cabella[46]. Także dyrektor FBI J. Edgar Hoover nie przepadał za braćmi Kennedy, obawiając się swojej dymisji[44]. Popularnym argumentem przemawiającym za tą tezą jest fakt, że Hoover zadzwonił do Roberta Kennedy’ego o 16:01, twierdząc że złapali zabójcę jego brata, tymczasem Oswald został oskarżony dopiero o 19:10[44].
3. Udział w spisku finansistów związanych z Systemem Rezerwy Federalnej USA z powodu wydania przez prezydenta rozporządzenia wykonawczego 11110 z 4 czerwca 1963, przywracającego parytet kruszcu i prawo emisji pieniądza rządowi amerykańskiemu. W związku z zamachem rozporządzenie to nigdy nie weszło w życie[44].
4. Udział w spisku pewnych kręgów politycznych oraz ludzi związanych z przemysłem wojskowym z powodu chęci ograniczenia przez rząd działań wojennych w Wietnamie[22]. Prezydent wysłał do Wietnamu Południowego ekspedycję, która miała zbadać, czy możliwe będzie wycofanie wszystkich żołnierzy[46]. Było to krytykowane, ponieważ obawiano się, że cały tamten teren zostanie ogarnięty przez komunizm[46].
5. Udział w spisku amerykańskiej mafii, której prezydent Kennedy wraz z bratem Robertem (prokuratorem generalnym) wydał wojnę[22]. Według ankiety Gallupa przeprowadzonej w 1963 ponad połowa Amerykanów wierzyła, że Oswald i Ruby byli uczestnikami tej samej konspiracji[47]. Jack Ruby, zabójca Oswalda, był powiązany ze światem przestępczym[47]. Dokonując morderstwa na domniemanym zamachowcu, zapewnił milczenie świadka, który mógł ujawnić niewygodne dla mafii fakty[47].
6. Udział w spisku służb specjalnych ZSRR lub Kuby[47]. Kiedy w 1961 przeprowadzono nieudaną inwazję na Kubę, planem zabójstwa Fidela Castro przewodził Robert Kennedy[44]. Argumentem, który potwierdza udział kubańskich służb w spisku, są powiązania Oswalda z Kubą[44]. Udział Związku Radzieckiego mógł być motywowany twardą polityką gabinetu Kennedy’ego wobec mocarstwa, zwłaszcza podczas kryzysu kubańskiego[46].
7. Udział w spisku kubańskich emigrantów za to, że nie obalił Fidela Castro[22].
8. Udział w spisku Ku Klux Klanu za to, że popierał dążenia ciemnoskórej ludności do zniesienia segregacji rasowej[22].
9. Bogaci biznesmeni mogli obawiać się liberalnego prezydenta, pochodzącego z establishmentu, który zlikwidował ulgi podatkowe dla przedsiębiorców naftowych, a także mógł nie dopuścić do wyboru Teksańczyka Lyndona Johnsona[44].

## Kontrowersje
W wyniku sceptycznego przyjęcia przez opinię publiczną raportu komisji Warrena w społeczeństwie amerykańskim narastało przeświadczenie, że nie wyjaśniono do końca sprawy zabójstwa Kennedy’ego. Według sondażu Gallupa aż 80% Amerykanów w latach 80. wierzyło, że prezydent zginął w wyniku konspiracji. Część wątpliwości rozwiał raport Komisji ds. Zabójstw, powołanej przez Izbę Reprezentantów, jednak nadal pozostawały nierozstrzygnięte kontrowersje.
Głównym przedmiotem sporów jest liczba wystrzelonych kul – według niektórych specjalistów w dziedzinie kryminalistyki padło pięć strzałów z ręki trzech różnych snajperów. Inni uważali, że w odstępie kilku sekund padły trzy strzały z odległości ok. 60 metrów. Policyjni eksperci orzekli, że strzały oddano w odstępie 4,8–7,9 sekundy, podczas gdy część specjalistów od balistyki sądzi, że wystrzały z karabinu Mannlicher-Carcano w tak krótkim czasie są niemożliwe. Komisja Warrena, przesłuchując 178 świadków, spośród których 49 uznało, że strzały padły tylko z magazynu książek, natomiast 61 stwierdziło, że co najmniej jeden strzał padł z przodu, uwierzyła mniej licznej grupie. Teorię drugiego strzelca może potwierdzać także amatorski film, nakręcony przez Abrahama Zaprudera, który został sprzedany Archiwum Narodowemu za 16 mln dolarów. Na nagraniu wyraźnie widać, że strzał padł z przodu.
Drugą niewyjaśnioną kwestią jest: co się działo z ciałem prezydenta w trakcie przelotu z Dallas do Waszyngtonu. Aubrey Rike stwierdził, że owinął ciało prezydenta prześcieradłem i złożył w trumnie z brązowymi ornamentami. Natomiast współuczestnik autopsji Paul O’Connor, zeznał, że tylko głowa Kennedy’ego była owinięta, a zwłoki znajdowały się w szarym, gumowym opakowaniu.
Istnieją także teorie dotyczące istnienia konspiracji, usiłującej ukryć szczegóły z zabójstwa Kennedy’ego. Za tą tezą przemawia między innymi brak stenogramów z przesłuchania Oswalda i konfiskata przez władze amatorskich nagrań wykonanych podczas zamachu. Oprócz tego często zarzuca się CIA i FBI, że nie przekazała komisji Warrena wszystkich dokumentów, a także, że nie przeprowadzono sekcji zwłok w Dallas, jak nakazuje prawo stanowe. Ponadto przedstawia się argument, że Ruby i Oswald zostali zabici w celu zapewnienia milczenia kluczowych świadków. Stawiano także pytanie, dlaczego akta dotyczące zabójstwa Kennedy’ego utajniono do 2029 i 2039 roku.
Zwolennicy teorii spiskowych często podnoszą także argument, że w ciągu kilku lat od 1963 roku zginęło kilkanaście osób w mniejszym lub większym stopniu powiązanych z wydarzeniami z dnia śmierci prezydenta. Wykazano także nieprawidłowości w ochronie prezydenta – Secret Service otrzymało ponad 400 gróźb w ciągu 6 miesięcy poprzedzających zamach.

## Kultura masowa
O zabójstwie Kennedy’ego traktuje utwór „Bullet” horror punkowej grupy Misfits z 1978. W 1991 Oliver Stone nakręcił film JFK, w którym przedstawił kulisy śledztwa przeprowadzonego przez prokuratora okręgowego Jima Garrisona w sprawie zabójstwa prezydenta Kennedy’ego, rezultatem którego jest ustalenie innej wersji wydarzeń niż podała komisja Warrena. Zamach na prezydenta Kennedy’ego był jednym z głównych wątków gry Call of Duty: Black Ops z 2010. Opisany został również w powieści Stephena Kinga Dallas ’63 z 2011. W 2016 wyprodukowany został miniserial 22.11.63 na motywach powieści Kinga.